# Umbindhamu
Umbindhamu är ett utdött australiskt språk. Umbindhamu talades i Queensland. Umbindhamu tillhörde de pama-nyunganska språken.